# Patagonia (Arizona)
Patagonia é a única vila localizada no estado americano do Arizona, no condado de Santa Cruz. Foi incorporada em 1948.

## Geografia
De acordo com o United States Census Bureau, a vila tem uma área de 3,3 km², onde todos os 3,3 km² estão cobertos por terra.

### Localidades na vizinhança
O diagrama seguinte representa as localidades num raio de 32 km ao redor de Patagonia.

## Demografia
Segundo o censo nacional de 2010, a sua população é de 913 habitantes e sua densidade populacional é de 273,3 hab/km². Possui 576 residências, que resulta em uma densidade de 172,4 residências/km².